# Delphinium longipedunculatum
Delphinium longipedunculatum är en ranunkelväxtart som beskrevs av Eduard August von Regel och Schmalh.. Delphinium longipedunculatum ingår i släktet storriddarsporrar, och familjen ranunkelväxter. Inga underarter finns listade i Catalogue of Life.